# Ларионов, Сергей Степанович
Серге́й Степанович Ларионов (6 октября 1908 — 4 августа 1991) — мокшанский советский писатель. Член Союза писателей СССР (1958). Заслуженный писатель Мордовской АССР (1977).

## Биография
Родился 6 октября 1908 года. Его малой родиной стало село Анаево Спасского уезда Тамбовской губернии в многодетной крестьянской семье.
С 12-ти лет трудился «подпаском», через два года стал пастухом.
После окончания школы в 1926—1927 годах учился в Саранском педтехникуме, но не окончил его — из-за болезни отца пришлось вернуться в село.
В числе первых вступил в колхоз, был избран секретарём сельсовета, затем председателем колхоза в родном селе.
В 1930—1933 годах проходил срочную службу в Красной Армии — помкомвзвода стройбата в Пензе. В армии увлёкся стенгазетой, и после демобилизации два года работал в газете «Рабочая Пенза».
В 1935 году вернулся в Саранск — сотрудник, а затем редактор саранской городской комсомольской газеты «Комсомолонь вайгяль» («Голос комсомола»). Вступил в ВКП(б).
В 1937—1939 годах — заведующий партотделом газеты «Мокшень правда».
В РККА с 1939 года. На фронте с первых дней Великой Отечественной войны — лейтенант, командир пулемётной роты 409 стрелкового полка 138 стрелковой дивизии. В начале июля 1941 года в Белоруссии вступил в бой. 22 июля 1941 года был ранен — пулевое ранение левого плеча. В 1942 году — снова на фронте. Был легко ранен и контужен. В марте-июне 1942 года прошёл курсы «Выстрел». С июня 1942 года — старший лейтенант, командир стрелкового батальона 843 стрелкового полка 238 стрелковой дивизии. 22 ноября 1942 года — тяжело ранен: осколками были перебиты обе ноги — после семимесячного лечения был демобилизован инвалидом 3-й группы.
Награждён орденом Красного Знамени (1944, в наградном листе конкретного подвига не указано — за участие в боях в 1942 году. Наградной лист и приказ о награждении подписаны военком города Саранска).
В 1943—1947 годах — начальник управления кинофикации при Совете Министров Мордовской АССР.
В 1947—1948 годах — слушатель курсов Высшей партийной школы при ЦК ВКП(б).
В 1949—1951 годах — председатель исполкома Саранского райсовета депутатов трудящихся Мордовской АССР.
В 1951—1960 годах — директор Мордовского книжного издательства.
В 1960—1962 годах — завотделом партийной жизни редакции газеты «Мокшень правда».
В 1962—1968 годах — цензор областной литературы.
В 1968—1971 годах — ответственный секретарь Союза писателей Мордовской АССР.
С 1971 года — на профессиональной писательской работе.
Умер 4 августа 1991 года.

## Творчество
Я могу писать только о том, что отлично знаю. Считал и считаю, что современному писателю нечего фантазировать… Нас окружает настолько богатая и насыщенная событиями жизнь, настолько интересные люди своими повседневными делами, хоть о каждом из них пиши роман.— Сергей Степанович Ларионов
Литературой занялся в 1950-х годах. Известность писателю принесли его рассказы для детей «Ёлка деда Архипа» (1955) и «Дикие гуси» (1957).
Известность писателю принесла повесть «Настя», изданная в 1959 году, а через год под названием «Совесть» выпущенная издательством «Молодая гвардия». Повесть посвящена проблеме молодой семьи: недавней выпускницы школы, работающей сначала дояркой, затем заведующей фермой, Насти и её мужа, учащегося кооперативного техникума Андрея Лапшова.

Ларионов изображает реальные противоречия в семейном быту, где чаще проявляются пережитки прошлого, а столкновения старого и нового особенно остры. Автор сталкивает в конфликтах разные человеческие характеры, различное миропонимание — колхозной доярки Насти и её мужа, искателя легкой жизни, Насти и её свекрови.— Хрестоматия «Мордовская литература», 1989
В 1962 году вышел роман «Тёплыми руками» — о преобразованиях в мордовской деревне в середине 50-х годов. В 1969 году роман издан в Москве издательством «Советский писатель».
В 1967 году вышел роман «Три ветра», посвящённый проблемам коренного улучшения сельскохозяйственного производства, и где автор акцентирует основное внимание на вопросах закрепления молодых кадров на селе, активном участии сельской молодежи в общественном труде.
На протяжении семи лет — с 1968 по 1975 год — работал над романом «Хрустальные колокола» (1974, 1989), в котором на примере Саранского электролампового завода показал, как провинциальный Саранск превращается в крупный промышленный центр.
Критикой отмечалось, что произведения писателя часто носят автобиографичный характер, как, например, рассказ «Дикие гуси» о пастухе, или основаны на реальном материале — писатель долгие годы был тесно связан с коллективом электролампового завода, о котором потом написал роман.

Многообразие виденного и пережитого в «университетах жизни» переплавилось в творческом воображении художника, наполнило его произведения реалистической достоверностью. В хорошем знании людей кроются и истоки основной стилевой манеры Ларионова — глубокого психологизма его прозы, стремления передать внешние события через восприятие героев.— История мордовской советской литературы, 1968

## Награды и звания
За участие в Великой Отечественной войне награждён орденами Красного Знамени (1944) и Отечественной войны I степени (1985), медалями.
За творческую работу награждён орденами Дружбы народов (28.04.1989) и «Знак Почёта».
Заслуженный писатель Мордовской АССР (1977), член Союза писателей СССР (1958).

## Комментарии
1. ↑  Рассказ «Ёлка деда Архипа» стал хрестоматийным, впоследствии включался во многие сборники, в том числе в сборник лучших рассказов о Великой Отечественной войне «Ради жизни на земле» (М., 1975), а также в антологию произведений о войне «Венок славы» (В 12 т. М., 1986. Т.12).